# علاء الدين صديق كوجوجي
علاء الدين صديق كوجوجي (نشط في منتصق القرن 15 م) كان بيروقراطيًا فارسيًا من عائلة كوجوجي، وكان وزيرًا لزعيم قبيلة قره قويونلو جهان شاه (حكم. 1438–1467 م) من ق. 1447 إلى 1455/6. لعب صديق لاحقًا دورًا رئيسًا في صراع الخلافة الذي استمر بعد وفاة جهان شاه.